# God Put a Smile upon Your Face
«God Put a Smile upon Your Face» és el quart senzill de l'àlbum A Rush of Blood to the Head, segon disc d'estudi de la banda anglesa de rock alternatiu Coldplay.

## Informació
El senzill es va llançar el 7 de juliol de 2003 al Regne Unit, el 14 al Canadà i als Estats Units, i el 21 a la resta del món. El senzill anava acompanyat d'una cara-B titulada "Murder". Com en els altres senzills de l'àlbum, la portada fou creada per Sølve Sundsbø, però en aquest cas amb el rostre del baixista Guy Berryman. Tot i que comercialment no va tenir gran repercussió, els mitjans de comunicació van rebre positivament aquesta cançó, destacant la guitarra de Buckland, les lletres i el cor.
El videoclip, dirigit per Jamie Thraves, fou llançat a l'octubre de 2003. Filmat en blanc i negre, i intercalant material fotogràfic del grup, l'actor Paddy Considine interpreta un home de negocis que és humiliat.
L'any 2003, Coldplay va incloure la cançó en l'àlbum de directes Live 2003. També fou inclosa en un pack descarregable del videojoc Guitar Hero III: Legends of Rock, juntament amb "Yellow" i "Violet Hill".

## Llista de cançons

### CD(Internacional)
1. "God Put a Smile upon Your Face" – 4:58
2. "Murder" – 5:36

### CD(Austràlia)
1. "God Put a Smile upon Your Face" – 4:58
2. "Murder" – 5:36
3. "Politik" (Directe) – 6:44
4. "Lips Like Sugar" (Directe) - 4:52